# Carme Chacón

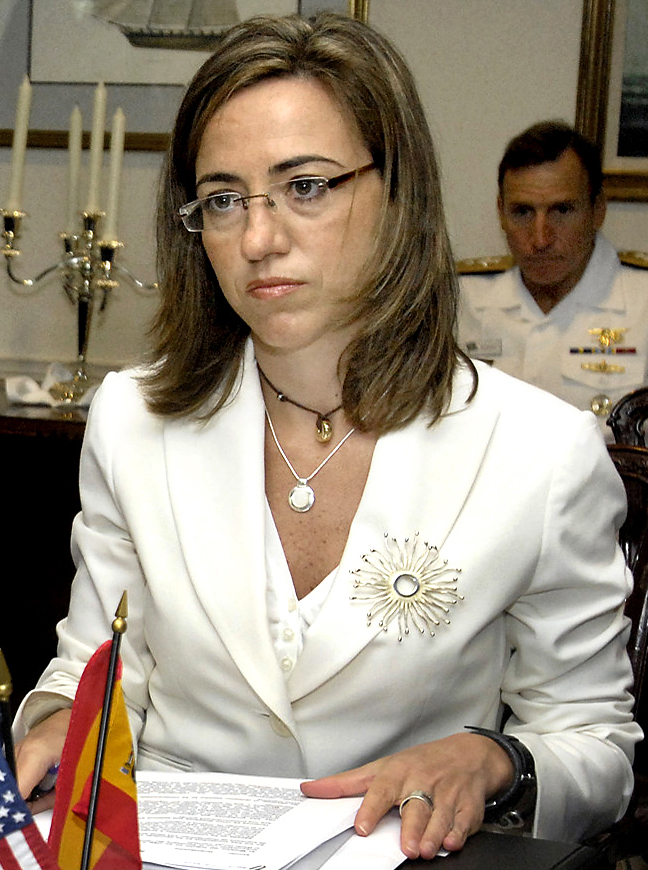
Carme Chacón (2009)

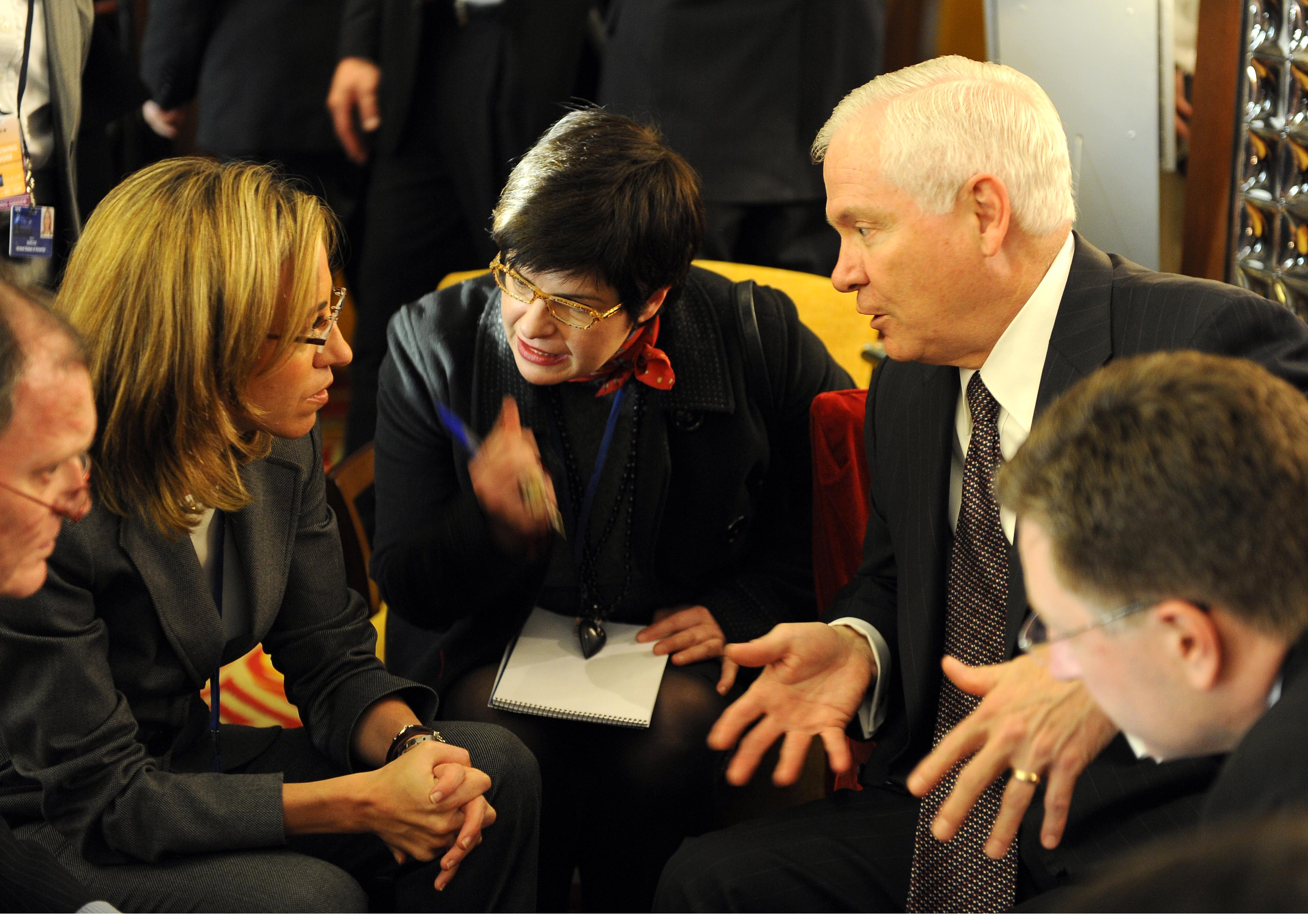
Carme Chacón auf einer NATO-Tagung 2008 in Budapest im Gespräch mit dem amerikanischen Verteidigungsminister Robert M. Gates

Carme Chacón i Piqueras (* 13. März 1971 in Esplugues de Llobregat, Provinz Barcelona; † 9. April 2017 in Madrid) war eine spanische Politikerin der Partit dels Socialistes de Catalunya (PSC). Sie war ab Juli 2007 Ministerin für Wohnungswesen und danach von April 2008 bis Dezember 2011 Verteidigungsministerin im Kabinett von José Luis Rodríguez Zapatero.

## Leben
Chacón studierte Jura an der Universität Barcelona und wurde von 1994 bis 2004 Professorin für Verfassungsrecht an der 1991 gegründeten Universität Girona. 1994 trat sie in die PSC, eine katalanische Schwesterpartei des im restlichen Land vertretenen PSOE, ein. Ab 2000 war sie Mitglied des Congreso de los Diputados, des Unterhauses des spanischen Parlaments, des Abgeordnetenkongresses, dessen Vizepräsidentin sie von 2004 bis 2007 war. Bei der Umbildung des Kabinetts Zapatero I am 6. Juli 2007 wurde sie als Nachfolgerin María Antonia Trujillos zur Ministerin für Wohnungswesen ernannt. Von April 2008 bis Dezember 2011 war sie im Kabinett Zapatero II Verteidigungsministerin der IX. Legislaturperiode; sie war damit die erste Frau, die in Spanien dieses Amt innehatte. Sie trat das Amt im siebten Monat einer Schwangerschaft an. Dadurch wurde sie auch zur ersten Ministerin Spaniens, die während ihrer Amtszeit Mutter wurde.
2011 galt Chacón im Vorfeld der für 2012 geplanten Parlamentswahlen als aussichtsreiche Bewerberin für die Spitzenkandidatur der PSOE, da Ministerpräsident José Luis Rodríguez Zapatero nicht mehr antrat. Nach einer schweren Niederlage bei den Regional- und Kommunalwahlen im Mai 2011 verzichtete sie jedoch, so dass Alfredo Pérez Rubalcaba für die vorgezogenen Parlamentswahlen 2011 Ministerpräsidentschaftskandidat wurde. Nachdem dieser mit 28,8 % das schlechteste Ergebnis seit 1936 eingefahren hatte, bewarb Chacón sich am 4. Februar 2012 um die Nachfolge von Generalsekretär Zapatero, unterlag auf dem Parteitag aber knapp mit 465 zu 487 Stimmen Pérez Rubalcaba. Ab 2012 wurde sie damit beauftragt, die internationalen Beziehungen der PSOE zu organisieren. Auch nach dem Absturz ihrer Partei bei der Europawahl in Spanien 2014 war sie als Nachfolgerin für Pérez Rubalcaba im Gespräch, zeigte jedoch kein Interesse mehr daran und zog sich schließlich 2016 aus der Politik zurück, um als Anwältin zu arbeiten.
Von 2007 bis 2016 war sie mit Miguel Barroso verheiratet, mit dem sie einen Sohn hatte. Sie wurde am 9. April 2017 tot in ihrer Wohnung in Madrid aufgefunden. Durch einen angeborenen Herzfehler mit rechts liegendem Herzen litt sie ohne Herzschrittmacher an Herzrhythmusstörungen, einem AV-Block 3. Grades. Ihr Ruhepuls lag bei nur 35 Herzschlägen pro Minute.
Chacón wurde 2017 postum mit einem Creu-de-Sant-Jordi ausgezeichnet.